# Too Phat
Too Phat es un dúo de hip-hop malayo, integrado por Joe Flizzow (nombre verdadero: Johan Ishak nacido en Kuala Lumpur, el 16 de octubre de 1979, conocido también como aka El Presidente) y Malique Ibrahim (nacido en Johor Bahru, el 21 de agosto de 1977, también conocido como El General).

## Carrera
A finales de 1990, Joe Flizzow y Malique Ibrahim formaron un dúo musical bajo el sello de un tono positivo. Su primer gran éxito llegó en 1999 cuando sus primeros sencillos, Li'l Fingaz y Too Phat Baby entró a la lista de los rankings en las radioemisoras locales.
En la parte posterior del éxito de estos primeros sencillos, comenzaron pronto a trabajar en un álbum titulado Plan B. Hasta el momento, Plan B ha vendido más de 45 000 copias, obteniendo el doble platino en Malasia. Esto al dúo los llevaron a sacar provecho de la fama sello discográfico de tono positivo, una filial de EMI Internacional, produjo una nueva emisión del álbum, Plan B titulado Plan Platinum Edition B, incluyendo dos canciones nuevas, "Clap a este" y "The Last Song". También se incluyeron en la edición de platino y álbumes de todos los sencillos y después otras producciones más.

## Discografía

### Álbumes
- Whuttadilly
- Plan B
- Phat Family
- 360°
- Too Phat: The Classics
- Rebirth Into Reality
- Too Phat Too Furious
- Too Phat: The Greatest Hits
- TBA,2011

### Álbumes en solitario
- The President, 2008 (Joe Flizzow solo álbum)
- Ok, 2008 (Malique Ibrahim solo álbum)
- Malique & Dj Fuzz: K.O The Mixtape, 2009 (Malique Ibrahim solo álbum)
- TKO, 2010 (Malique Ibrahim solo álbum)

### Sencillos
1. Li'l Fingaz
2. Too Phat Baby
3. Jezzebelle
4. Anak Ayam
5. Tell Shorty (feat. Ruffedge & V.E.)
6. Just A Friend (feat. V.E.)
7. Ala Canggung (feat. Lil' Marissa)
8. Where My Love At
9. Just A Li'l Bit (feat. Warren G)
10. Alhamdulilah (feat. Yasin)
11. Dua Dunia (feat. Siti Nurhaliza)
12. Snap
13. KL
14. Showtime
15. How Me Seksi (feat. Inul Daratista)
16. To The World Cup - 2006
17. Feels So Good (Emcee David ft. Joe Flizzow) - 2006
18. Jari Jemari (Camillia ft. Joe Flizzow) - 2007
19. Get It Done (Air Force Ones featuring Yg Ariff) - 2007
20. 1000 Verses (ALI ft. Joe Flizzow)

## Premios y logros
- 2002 Mejor Álbum de ingeniería
- Mejor Local InglésÁlbum - Plan B
- 2003 Anugerah Kembara prestigioso premio
- 2004 Mejor Grupo en una interpretación vocal en un disco- 360 °
- Mejor Álbum Local Inglés
- 2006 Mejor Álbum Local Inglés- renacimiento en la realidad
- Mejor Álbum Cover-renacimiento en la realidad
- Radio Premios ERA ERA Anugerah
- 2001 Elección Local Inglés Artista
- 2002 Elección Local Inglés Artista
- 2003 Elección Local Inglés Artista
- 2004 Elección Local Inglés Artista
- Nominado MTV Asia Awards 2001, 2002, 2004 y 2005
- HP Inter-Acción (cinco países, cinco en tiempo real club de la vaina de conciertos emitidos) *2006 - Singapur, Taiwán, Corea, Malasia, Hong Kong.
- Propietario del Estado de Minas Caps(tapas de KL)
- Kanye West-Touch The Sky Tour, Malasia, 2006 ('acto de apertura) Recargue
- Revelación - Encuentro Mundial, un Famosa de 2007
- Quiksilver 2.0 Tour Revolución, Kuala Lumpur y Bali de 2007
- Bacardi Tour Mix and Match, China, 2008
- Sunburst KL, 2008 (abierto a las raíces)